# うぃず
『うぃず』は、2013年4月1日から2015年3月27日まで南海放送で放送していた生放送のワイド番組。

## 概要
前身番組『大盛り 特盛り 「ゴゴモリ!!」』の終了に伴う後番組としてスタート。
番組開始時はらくさぶろう・やのひろみは引き続き出演。
出演していた中塚眞喜子は2012年7月より産休を経て、2013年10月からラジオ番組「うぃず」として復帰した。

## プレゼンテーター

### 2013.4 – 2013.9
- 月曜 - 小林真三　飛鳥
- 火曜 - らくさぶろう　水口佳美
- 水曜 - やのひろみ　山本清文
- 木曜 - 桝形浩人　橋口裕子
- 金曜 - 寺尾英子　はい岡田

### 2013.10 – 2014.9
- 月曜 - 中塚眞喜子　小林真三
- 火曜 - 中塚眞喜子　モストデンジャラス
- 水曜 - やのひろみ　山本清文
- 木曜 - らくさぶろう　水口佳美
- 金曜 - らくさぶろう　飛鳥

### 2014.10 – 2015.3
- 月曜 - 中塚眞喜子　小林真三
- 火曜 - 中塚眞喜子　モストデンジャラス
- 水曜 - 中塚眞喜子　桝形浩人
- 木曜 - 中塚眞喜子　小春
- 金曜 - やのひろみ　山本清文

## 放送時間
- 毎週月曜～金曜　13:15 - 16:00（2013.4 - 2013.9まで）
- 毎週月曜～金曜　13:15 - 16:40（2013.10 - 2014.9まで）
- 毎週月曜～金曜　13:10 - 16:40（2014.10 - 2015.3まで）